# Pedro Gonçalves Guimarães
Pedro de Melo Gonçalves Guimarães  (Lisboa, Santos-o-Velho, 13 de Setembro de 1913 — Cascais, Cascais, 1 de Março de 1969) foi um jurista, advogado e administrador de empresas, que exerceu as funções de delegado do INTP em Ponta Delgada e de governador civil do Distrito Autónomo da Horta e do Distrito de Aveiro.

## Biografia
Nasceu na freguesia de Santos-o-Velho, cidade de Lisboa, a 13 de Setembro de 1913, filho de Henrique Gonçalves Guimarães e de sua mulher Albertina Maria de Mello Correia e Carmo.
Em 1937 licenciou-se em Direito na Faculdade de Direito da Universidade de Lisboa, tendo-se distinguido durante o curso pelo seu grande aprumo e excepcionais qualidades de inteligência e atividade. Em sintonia com o regime do Estado Novo, era considerado um nacionalista muito dedicado, tendo dirigido a Associação Escolar Vanguarda e sido presidente da Associação Académica da Faculdade de Direito de Lisboa, integrando primeira direção nomeada pelo Governo e empossada em Novembro de 1936.
Concluída a licenciatura, partiu para a Itália fascista, onde estudou Direito Corporativo na Universidade de Roma "La Sapienza", ao tempo o principal centro de formação do fascismo do regime de Benito Mussolini. A sua formação em Direito Corporativo levou a que ingressasse no nascente Ministério das Corporações sendo nomeado delegado do Instituto Nacional de Trabalho e Previdência, em Ponta Delgada (Açores), e depois adjunto do mesmo departamento do Estado. Paralelamente exercia a advocacia. Foi neste período colaborador de vários periódicos, entre os quais "Avante", "Fradique", "Correio dos Açores" e "Diário dos Açores".
Tendo falecido o governador civil em funções, o capitão António Inocêncio Moreira de Carvalho, o governo civil do recém-criado Distrito Autónomo da Horta ficou sem titular até 18 de Setembro, data em que assumiu a chefia do distrito, como governador substituto, Joaquim José Gomes Belo, então reitor do Liceu Manuel de Arriaga daquela cidade. Apesar de se esperar que o governador civil substituto passasse a efectivo, a situação política derivada da fase final da Segunda Guerra Mundial, a que acrescia a concessão de facilidades militares às forças britânicas, e depois norte-americanas, na ilha Terceira e em Santa Maria, mas com ramificações no estratégico porto da Horta, levou a que a nomeação fosse sucessivamente protelada. Apenas após o termo do mandato de Mário Pais de Sousa, então Ministro do Interior foi feita a nomeação e, apesar do prestígio do incumbente, a escolha recaiu sore Pedro de Melo Gonçalves Guimarães. A escolha, já subscrita pelo novo ministro, o tenente-coronel Júlio Botelho Moniz, seguiu a orientação de nomear para os governos civis quadros alheios e desinseridos das elites locais, mas de simpatias germanófilas ou de formação corporativista e nacional-sindicalista.
O novo governador civil foi empossado no Ministério do Interior a 2 de Dezembro de 1944 e assumiu funções a 22 de Janeiro de 1945, dia em que chegou à Horta, viajando no paquete Lima. Iniciou um conjunto de acções de cariz social visando apoiar as famílias em grave carência devido aos efeitos da guerra. Estendeu à ilha a Campanha do Socorro de Inverno, promovendo a 7 de Março de 1945 uma conferência de imprensa no Governo Civil sobre esta iniciativa. Em resultado da iniciativa foi criada na cidade da Horta uma Cozinha Social, inaugurada a 1 de Abril de 1946, destinada a fornecer duas refeições diárias, gratuitas, almoço e jantar, às pessoas consideradas como as mais necessitadas.
A seu convite, em Maio de 1945 o Subsecretário de Estado das Obras Públicas, eng.º José Frederico Ulrich, visitou o distrito, tendo chegado à baía da Horta a bordo de um Boeing 314 Clipper da Pan American. Com uma equipa de técnicos do Ministério das Obras Públicas visitou as quatro ilhas que constituíam o Distrito da Horta, verificando as enormes carências existentes em matéria de infraestruturas. Algumas semanas depois o governador partia para Lisboa, novamente a bordo do clipper da carreira, para tratar dos investimentos propostos. A imprensa local anunciava então que o único fim da viagem é tratar junto das instâncias superiores de alguns problemas de extrema importância para o futuro das ilhas que compõem o distrito da Horta, entre os quais a construção de um campo de aviação no Faial. Da ida a Lisboa resultou a criação do 3.º ciclo no Liceu da Horta, que passaria de Liceu Provincial a Liceu Nacional, e a criação da Escola do Magistério da Horta. 
Em 1946 foi transferido para o cargo de governador civil do Distrito de Aveiro.